# Auston Rotheram
Auston Morgan Rotheram (ur. 11 czerwca 1876 w Fore, zm. 13 listopada 1946 w Cheltenham) – brytyjski zawodnik polo, członek reprezentacji Wielkiej Brytanii na letnich igrzyskach olimpijskich w 1908 roku, srebrny medalista olimpijski.
Na Letnich Igrzyskach Olimpijskich 1908 w Londynie, wraz z Hardressem Lloydem, Johnem Paulem McCannem i Percy O’Reillym wystąpił w drużynie irlandzkiej i zdobył srebrny medal w polo. Wystąpił wówczas w meczu z drużyną Roehampton, przegranym przez Irlandczyków 1:8.